# Saleh al-Mutlaq
Saleh Mohammed al-Mutlaq (né le 1er juillet 1947) est un homme politique irakien. Du 21 décembre 2010 au 11 août 2015, il a été l'un des trois vice-premiers ministres d'Irak,.